# Sabanitas
Sabanitas es un corregimiento del distrito de Colón en la provincia de Colón en Panamá. La localidad tiene 19,052 habitantes (2010).